# Cecilia Suárez
Pour les articles homonymes, voir Suárez.
Cecilia Suárez, née le 22 novembre 1971 à Tampico, est une actrice mexicaine.
Elle est la première actrice hispanophone à être candidate aux International Emmy Awards  en tant que meilleure actrice pour son travail dans la série Capadocia.

## Biographie
Elle naît à Tampico, dans l'état de Tamaulipas.
Elle étudie le théâtre à l'université d'état de l'Illinois à Chicago. 
Elle a employé sa notoriété pour une campagne de l'Organisation des nations unies en faveur des droits humains, et pour Greenpeace.
Elle fait ses débuts au cinéma avec le film Sexo, pudor y lágrimas et a également participée à la série HBO pour la Cappadoce en Amérique latine.
Cecilia Suarez a travaillé avec des réalisateurs tels que Tommy Lee Jones, James L. Brooks, Frank Galati, Lucia Carreras, Ernesto Contreras ; et avec des acteurs comme Anne Bancroft, Harvey Keitel, Tea Leoni, Andy Garcia,Iben Hjejle et Alice Braga.
Elle est membre de la Chicago Theatre Company, théâtre avec vue. Bien que son emploi du temps soit chargé, elle trouve toujours le temps de contribuer à la société en tant que porte-parole des Nations unies pour la Campagne pour la protection des défenseurs des droits de l'homme, ou travaillant pour les projets personnels d'accouchements humanisés dans des hôpitaux publics à Mexico.

## Vie privée
Cecilia Suarez a été en couple avec l'acteur Gael García Bernal. 
Elle a vécu avec l'acteur Osvaldo de León. En octobre 2009, elle a annoncé qu'elle était enceinte. Elle donne naissance à son fils, Teo, en avril 2010. Leur relation prend fin en août 2010.

## Filmographie

### Cinéma
- 1999 : Sexo, pudor y lágrimas d'Antonio Serrano Argüelles : Andrea
- 1999 : Todo el poder : Sofía Álvarez
- 2002 : La venganza de Montezuma : Pilar
- 2003 : Sin ton ni Sonia : Renée
- 2003 : Dreaming of Julia de Juan Gerard : Dulce
- 2004 : Spanglish de  James L. Brooks : Monica
- 2004 : Puños rosas : Alicia
- 2005 : Trois enterrements de Tommy Lee Jones : Rosa
- 2005 Chicken Little : Patosa (voix)
- 2006 : Un mundo maravilloso de Luis Estrada Rodríguez : Rosita
- 2007 : Párpados azules : Marina Farfán
- 2007 : États de choc : Allison
- 2008 : Cinq jours sans Nora de Mariana Chenillo
- 2011 : Nos vemos, papá : Pilar
- 2013 : No sé si cortarme las venas o dejármelas largas de Manolo Caro : elle-même
- 2013 : Tercera llamada de Francisco Franco Alba
- 2014 : Las oscuras primaveras d'Ernesto Contreras : Flora
- 2015 : Elvira, te daría mi vida pero la estoy usando de Manolo Caro : Elvira
- 2016 : La vida inmoral de la pareja ideal de Manolo Caro : Martina
- 2016 : Macho de Antonio Serrano Argüelles : Alba
- 2017 : Mariposas Verdes de Gustavo Nieto Roa : Bárbara
- 2017 Cuando los hijos regresan : Carlota
- 2017 : Coco : Rosita Rivera (voix)
- 2018 : Overboard de Rob Greenberg : Magdalena Montenegro
- 2018 Perfectos desconocidos de Álex de la Iglesia : Eva

### Télévision
- 1997 : Mi pequeña traviesa : Pily (1 épisode)
- 1998 : La casa del naranjo : Alicia Olmedo
- 1999 : Cuentos para solitarios : Sandra
- 2000 -2001 : Todo por amor : Carmina (260 épisodes)
- 2001 : Lo que callamos las mujeres : Elena (1 épisode)
- 2002 : Fidel : Cecilia Sanchez
- 2002 : For the People : Anita Lopez (16 épisodes)
- 2007 : Boston Justice : Maria Delgadillo (1 épisode)
- 2007 : Tiempo Final : Andrea
- 2007 : Mujeres asesinas : Ana (1 épisodes)
- 2008 - 2012 : Capadocia : La Bambi (26 épisodes)
- 2009 : Médium :  Maria Vargas (1 épisode)
- 2010 : Locas de amor : Juana Vázquez (25 épisodes)
- 2010 : Gritos de muerte y libertad : Leona Viicario (1 épisode)
- 2011 : El sexo débil : Alexandra (1 épisode)
- 2011 : El encanto del águila : Carmen Romero Rubio (3 épisodes)
- 2017 : El César : Tía Hilda (9 épisodes)
- 2016 - 2017 : Sense8 : la manager de Lito (2 épisodes)
- 2018 - 2020 : La casa de las flores : Paulina de La Mora (34 épisodes)
- 2020 : Quelqu'un doit mourir : Mina Falcón (3 épisodes)
- 2022 : Sur l'autel de la famille : La professeure (1 épisode)
- 2025 : Le Jardinier : China Jurado
- 2025 : Le Jeu de l’échelle : Dora

## Distinctions
- Festival Premios Bravo 2001 : meilleure actrice dans un second rôle pour son rôle dans Todo por amor
- Festival Premios Ariel 2006 : meilleure actrice pour son rôle dans Un mundo maravilloso
- Festival international du film de Guadalajara 2007 : meilleure actrice pour son rôle dans Párpados azules[2]
- Festival Cine Latinoamericano 2008 : meilleure actrice pour son rôle dans Párpados azules[2]
- Association mexicaine des critiques de théâtre 2008 : meilleure actrice dans une comédie pour ses rôles dans les pièces El Diccionario Sentimental et Popcorn
- Festival international du film de Guadalajara 2013 : meilleure actrice pour son rôle dans Tercera llamada[2]
- Festival international du film de Miami 2015 : meilleure performance dans le film Las oscuras primaveras
- Les platines du cinéma latino-américain 2019 : meilleure performance dans la série La casa de las flores